# Élections sénatoriales de 2014 dans le Vaucluse
Les élections sénatoriales de 2014 dans le Vaucluse ont lieu le dimanche 28 septembre 2014. Elles ont pour but d'élire les trois sénateurs représentant le département au Sénat pour un mandat de six années.

## Contexte départemental
Dans le département du Vaucluse, l'UMP décide de présenter deux listes afin de favoriser les deux sénateurs sortants. 

## Sénateurs sortants
| Sénateur | Sénateur     | Parti | Fonctions lors de l'élection en 2004           |
| -------- | ------------ | ----- | ---------------------------------------------- |
|          | Claude Haut  | PS    | Sénateur sortant, président du conseil général |
|          | Alain Dufaut | UMP   | Sénateur sortant, conseiller général           |
|          | Alain Milon  | UMP   | Conseiller général, maire de Sorgues           |

## Présentation des candidats
Les nouveaux représentants sont élus pour une législature de 6 ans au suffrage universel indirect par les grands électeurs du département. Dans le Vaucluse, les trois sénateurs sont élus au scrutin proportionnel plurinominal. Chaque liste de candidats est obligatoirement paritaire et alterne entre les hommes et les femmes. 10 listes ont été déposées dans le département, comportant chacune 5 noms. Elles sont présentées ici dans l'ordre de leur dépôt à la préfecture et comportent l'intitulé figurant aux dossiers de candidature.

### Parti socialiste
| N° | Candidats | Candidats          | Parti | Principales fonctions                          |
| -- | --------- | ------------------ | ----- | ---------------------------------------------- |
| 01 |           | Claude Haut        | PS    | Sénateur sortant, président du conseil général |
| 02 |           | Geneviève Jean     | PS    | Maire de Cabrières-d'Aigues                    |
| 03 |           | Jean-Louis Joseph  | PS    |                                                |
| 04 |           | Christine Lagrange | PS    | Ajointe au maire d'Avignon                     |
| 05 |           | Max Raspail        | PS    | Conseiller général                             |

### Europe Écologie Les Verts
| N° | Candidats | Candidats              | Parti | Principales fonctions |
| -- | --------- | ---------------------- | ----- | --------------------- |
| 01 |           | Marie-Christine Kadler | EELV  |                       |
| 02 |           | Jean-Pierre Cervantes  | EELV  |                       |
| 03 |           | Cécile Gilbert         | EELV  |                       |
| 04 |           | Serge Marolleau        | EELV  |                       |
| 05 |           | Marilou Even           | EELV  |                       |

### Union pour un mouvement populaire
| N° | Candidats | Candidats                | Parti | Principales fonctions                |
| -- | --------- | ------------------------ | ----- | ------------------------------------ |
| 01 |           | Alain Dufaut             | UMP   | Sénateur sortant, conseiller général |
| 02 |           | Michèle Sorbier -Espenon | UMP   | Adjointe au maire de Saint-Didier    |
| 03 |           | Jean-Baptiste Blanc      | UMP   | Conseiller général                   |
| 04 |           | Dominique Santoni        | UMP   | Conseillère municipale d'Apt         |
| 05 |           | Jean-Paul Anres          | UMP   | Maire de Lafare                      |

| N° | Candidats | Candidats             | Parti | Principales fonctions                         |
| -- | --------- | --------------------- | ----- | --------------------------------------------- |
| 01 |           | Alain Milon           | UMP   | Sénateur sortant, adjoint au maire de Sorgues |
| 02 |           | Marie-Ange Conte      | UMP   |                                               |
| 03 |           | Gilles Veve           | UMP   | Maire de Saint-Didier                         |
| 04 |           | Valérie Kanza- Druart | UMP   |                                               |
| 05 |           | Patrick Adrien        | UMP   | Maire de Valréas                              |

### Parti communiste
| N° | Candidats | Candidats        | Parti | Principales fonctions            |
| -- | --------- | ---------------- | ----- | -------------------------------- |
| 01 |           | Guy Moureau      | PCF   | Maire d'Entraigues-sur-la-Sorgue |
| 02 |           | Fabienne Haloui  | PCF   | Conseillère municipale d'Orange  |
| 03 |           | Vincent Delahaye | PCF   |                                  |
| 04 |           | Agnès Moisson    | PCF   | Adjointe au maire de Carpentras  |
| 05 |           | Rémy Grangeon    | PCF   |                                  |

### Front national
| N° | Candidats | Candidats            | Parti | Principales fonctions                  |
| -- | --------- | -------------------- | ----- | -------------------------------------- |
| 01 |           | Philippe Lottiaux    | FN    | Conseiller municipal d'Avignon         |
| 02 |           | Annick Guerrero      | FN    | Adjoint au maire de Camaret-sur-Aigues |
| 03 |           | Hervé de Lépinau     | FN    | Conseiller municipal de Carpentras     |
| 04 |           | Marie-Madeleine Acis | FN    | Conseillère municipale d'Apt           |
| 05 |           | Joris Hébrard        | FN    | Maire du Pontet                        |

### Ligue du Sud
| N° | Candidats | Candidats            | Parti | Principales fonctions                  |
| -- | --------- | -------------------- | ----- | -------------------------------------- |
| 01 |           | Marie-Claude Bompard | LS    | Conseillère générale, maire de Bollène |
| 02 |           | François Vaute       | LS    | Conseiller municipal d'Avignon         |
| 03 |           | Marie-Carmen Charlot | LS    | Conseillère municipal de Cavaillon     |
| 04 |           | Louis Driey          | LS    | Maire de Piolenc                       |
| 05 |           | Maryse Aumage        | LS    | Conseillère municipale de Valréas      |

### Divers droite
| N° | Candidats | Candidats           | Parti | Principales fonctions |
| -- | --------- | ------------------- | ----- | --------------------- |
| 01 |           | Joël Valéro         | DVD   |                       |
| 02 |           | Gisèle Rauzet       | DVD   |                       |
| 03 |           | Malik Souilah       | DVD   |                       |
| 04 |           | Marie-Pierre Usclat | DVD   |                       |
| 05 |           | Didier Cournollet   | DVD   |                       |

### Debout la République
| N° | Candidats | Candidats                | Parti | Principales fonctions |
| -- | --------- | ------------------------ | ----- | --------------------- |
| 01 |           | Olivier Baudry de Vaux   | DLR   |                       |
| 02 |           | Martine Furioli-Beaunier | DLR   |                       |
| 03 |           | Guillaume Pascal         | DLR   |                       |
| 04 |           | Lucy Bouillet            | DLR   |                       |
| 05 |           | Jean-Michel Tissot       | DLR   |                       |

### Parti fédéraliste européen
| N° | Candidats | Candidats          | Parti | Principales fonctions |
| -- | --------- | ------------------ | ----- | --------------------- |
| 01 |           | Catherine Guibourg | PFE   |                       |
| 02 |           | Michel Caillouët   | PFE   |                       |
| 03 |           | Claude Mouret      | PFE   |                       |
| 04 |           | Jean-Noël Rebora   | PFE   |                       |
| 05 |           | Béatrice Gbalou    | PFE   |                       |

## Résultats
| Tête de liste | Tête de liste          | Liste       | Voix  | %      | Sièges |  |
| ------------- | ---------------------- | ----------- | ----- | ------ | ------ |  |
|               | Claude Haut            | PS          | 392   | 31,95  | 1      |  |
|               | Alain Milon            | UMP         | 295   | 24,04  | 1      |  |
|               | Alain Dufaut           | UMP         | 197   | 16,06  | 1      |  |
|               | Philippe Lottiaux      | FN          | 127   | 10,35  |        |  |
|               | Marie-Claude Bompard   | LS          | 104   | 8,48   |        |  |
|               | Guy Moureau            | PCF         | 63    | 5,14   |        |  |
|               | Marie-Christine Kadler | EELV        | 43    | 3,51   |        |  |
|               | Olivier Baudry de Vaux | DLR         | 4     | 0,33   |        |  |
|               | Catherine Guibourg     | PFE         | 2     | 0,16   |        |  |
|               | Joël Valero            | DVD         | 0     | 0,00   |        |  |
|               |                        |             |       |        |        |  |
| Inscrits      | Inscrits               | Inscrits    | 1 264 | 100,00 |        |  |
| Abstentions   | Abstentions            | Abstentions | 20    | 1,58   |        |  |
| Votants       | Votants                | Votants     | 1 244 | 98,42  |        |  |
| Blancs        | Blancs                 | Blancs      | 6     | 0,48   |        |  |
| Nuls          | Nuls                   | Nuls        | 11    | 0,88   |        |  |
| Exprimés      | Exprimés               | Exprimés    | 1 227 | 98,63  |        |  |

Le 12 février 2015, le Conseil constitutionnel, saisi par le candidat UMP Alain Dufaut, annonce l'élection immédiate de celui-ci en lieu et place de la socialiste Geneviève Jean. Les listes socialistes et UMP avaient obtenu une moyenne identique pour l'attribution du troisième siège, mais la règle prévoyant l'attribution à la liste ayant le nombre de voix le plus élevé avant de calculer la moyenne avait permis à Geneviève Jean de l'emporter. Or, le Conseil constitutionnel a estimé « qu'un bulletin en faveur de la liste conduite par M. Dufaut a été considéré à tort comme nul ». Alain Dufaut retrouve ainsi ses fonctions de sénateur le lendemain.